# Serkland

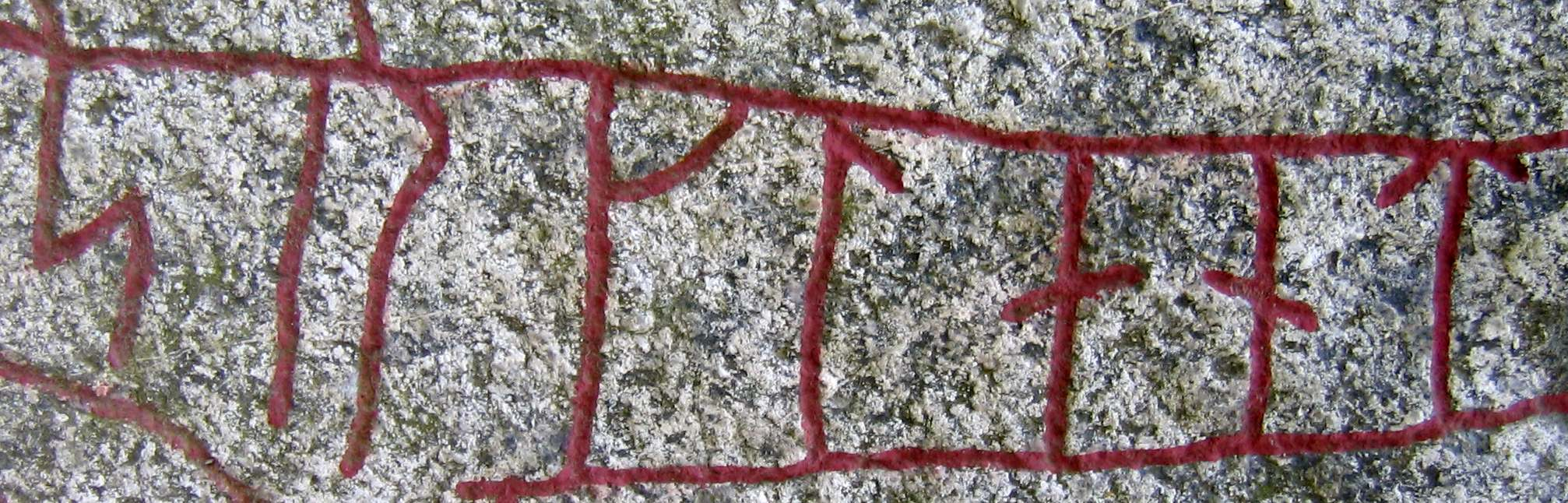
srklant sulla Pietra runica di Tillinge, eretta in memoria di un Variago che non tornò dal Serkland. Si trova presso la chiesa di Tillinge in Uppland, Svezia

Nelle fonti in lingua norrena, tipo saghe e pietre runiche, Særkland o Serkland era il nome del califfato abbaside, e probabilmente di alcune vicine regioni musulmane. 

## Toponimo
Nonostante l'ovvia somiglianza con Saraceni, il toponimo deriva probabilmente da serkr (tunica, moderno svedese "särk") e land (terra, stato), facendo riferimento agli abiti delle persone che vi abitavano. Un'altra possibile spiegazione è il termine turco per "quaranta pellicce", importante valuta di scambio durante l'epoca vichinga, indicato dalla somiglianza con il moderno russo sorok (quaranta). Può anche essere relativo a Sarkel, città posta nel territorio dei Cazari.

## Pietre runiche
Una delle pietre runiche di Ingvar, quella di Gripsholm, eretta attorno al 1040 a Gripsholm, commemora un Variago caduto nel corso di un fallimentare raid nel Serkland. Le altre pietre runiche che parlano del Serkland sono la Sö 131, la Sö 279, la Sö 281, la U 785 e probabilmente la pietra perduta U 439.

## Saghe nordiche
Le saghe che citano il Serkland sono la Saga degli Ynglingar, la Sörla saga sterka, la Sörla þáttr, la Saga Sigurðar Jórsalafara e la Hjálmþés saga ok Ölvis. Viene citato anche nello scaldo dell'XI secolo intitolato Þórgils fiskimaðr, ed in quello del XII secolo intitolato Þórarinn stuttfeldr.